# تبصره ۲۲ (منطق)
تبصرهٔ ۲۲ موقعیتی تناقض‌آمیز است که به خاطر نفس قوانین ضد و نقیض، فرد را گریزی از آن نیست. این اصطلاح را جوزف هلر در رمانی به همین نام (تبصره ۲۲ منتشرشده به سال ۱۹۶۱) باب کرد.
مثالی از آن چنین است:
چطور قرار است تجربه کسب کنم [تا شغل مناسبی پیدا کنم] وقتی مدام به دلیل نداشتن تجربه، درخواست‌های استخدامم رد می‌شود؟
تبصرهٔ ۲۲ ناشی از قوانین، مقررات، و رویه‌هایی است که فرد در معرض آن‌ها قرار دارد ولی کنترلی بر آن‌ها ندارد، چون مبارزه با آن قوانین عین قبول آن‌هاست. مثالی دیگر در مواقعی پیش می‌آید که فرد محتاج چیزی است، اما آن چیز را فقط در صورتی به او می‌دهند که محتاج آن چیز نباشد (مثلاً بانک‌ها از وام دادن به افراد بی‌پول اجتناب می‌کنند). یکی از اشارات ضمنی اصطلاح تبصرهٔ ۲۲ آن است که طراحان این نوع تبصره‌ها، عامدانه مقرراتی دلبخواهی وضع کرده‌اند تا بدین‌وسیله سوءاستفاده‌شان از قدرت را پنهان کرده یا موجه جلوه دهند.